# Hynobius okiensis
The Oki Salamander (Hynobius okiensis) là một loài kỳ giông thuộc họ Hynobiidae.
Đây là loài đặc hữu của Nhật Bản.
Môi trường sống tự nhiên của chúng là rừng ôn đới, sông ngòi, và các đồn điền.
Chúng hiện đang bị đe dọa vì mất môi trường sống.